# Susanne Pöchacker

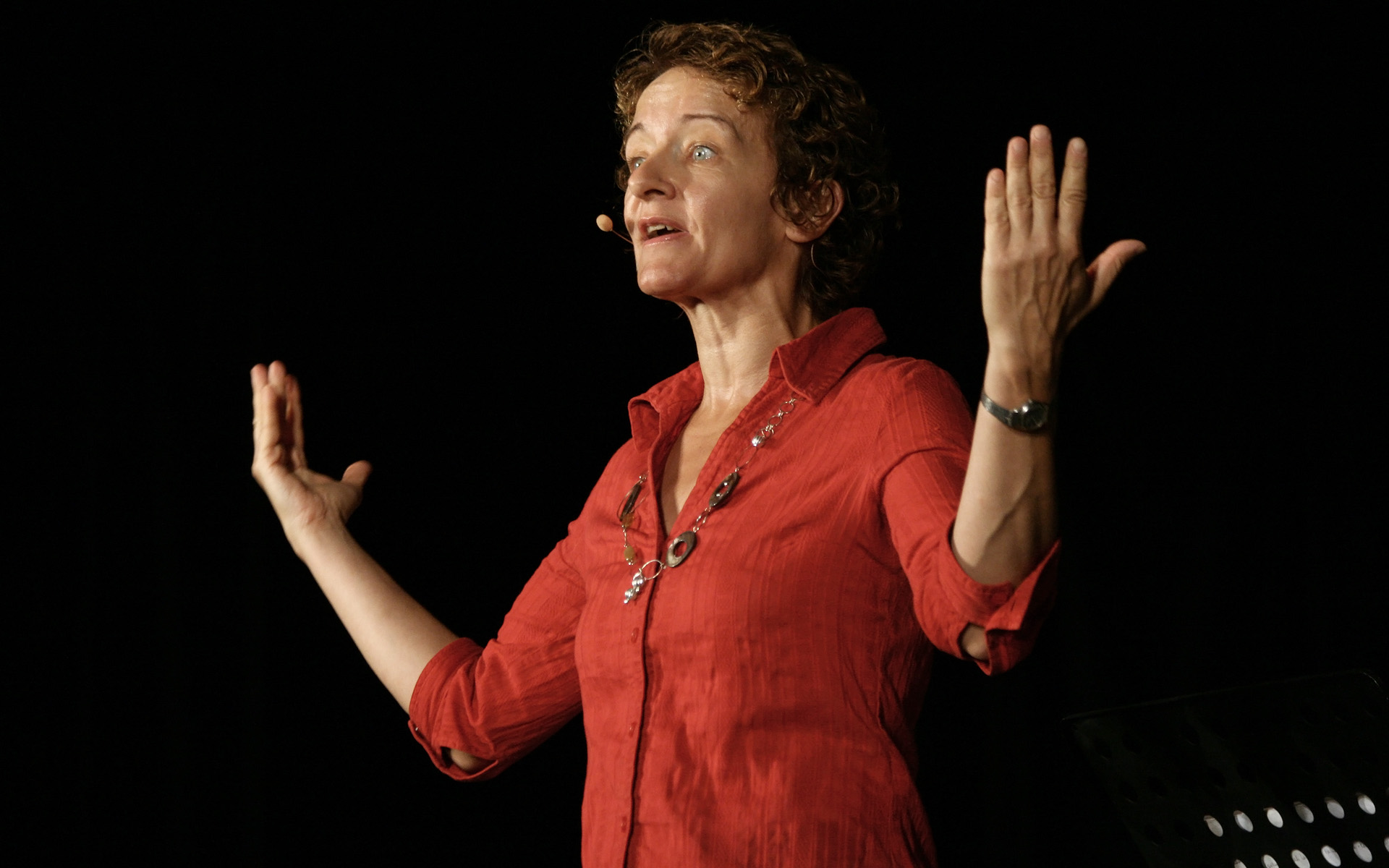
Susanne Pöchacker in „Sie werden dran glauben müssen!“ (Tschauner-Bühne, 2011)

Susanne Pöchacker (* 23. Jänner 1967 in Scheibbs) ist eine österreichische Theater- und Fernsehschauspielerin, Kabarettistin und Wissensmanagerin.

## Leben
Nach dem Physikstudium, das Susanne Pöchacker als Diplomphysikerin an der Universität Hannover abschloss, arbeitete sie als Trainerin, systemische Beraterin, Projektleiterin und Wissensmanagerin.
Neben ihrer bürgerlichen Arbeit begann Susanne Pöchacker 2002 ihre künstlerische Tätigkeit mit Improvisationsshows.
2007 wurde sie für ihr erstes Kabarettprogramm „Grete, die Rakete – Ich lebe täglich Ihre Sorgen!“ mit dem Publikums- und Jurypreis des Grazer Kleinkunstvogels ausgezeichnet. 2010 präsentierte sie ihr zweites und aktuelles Kabarett-Soloprogramm „Sie werden dran glauben müssen!“

## Kabarettprogramme

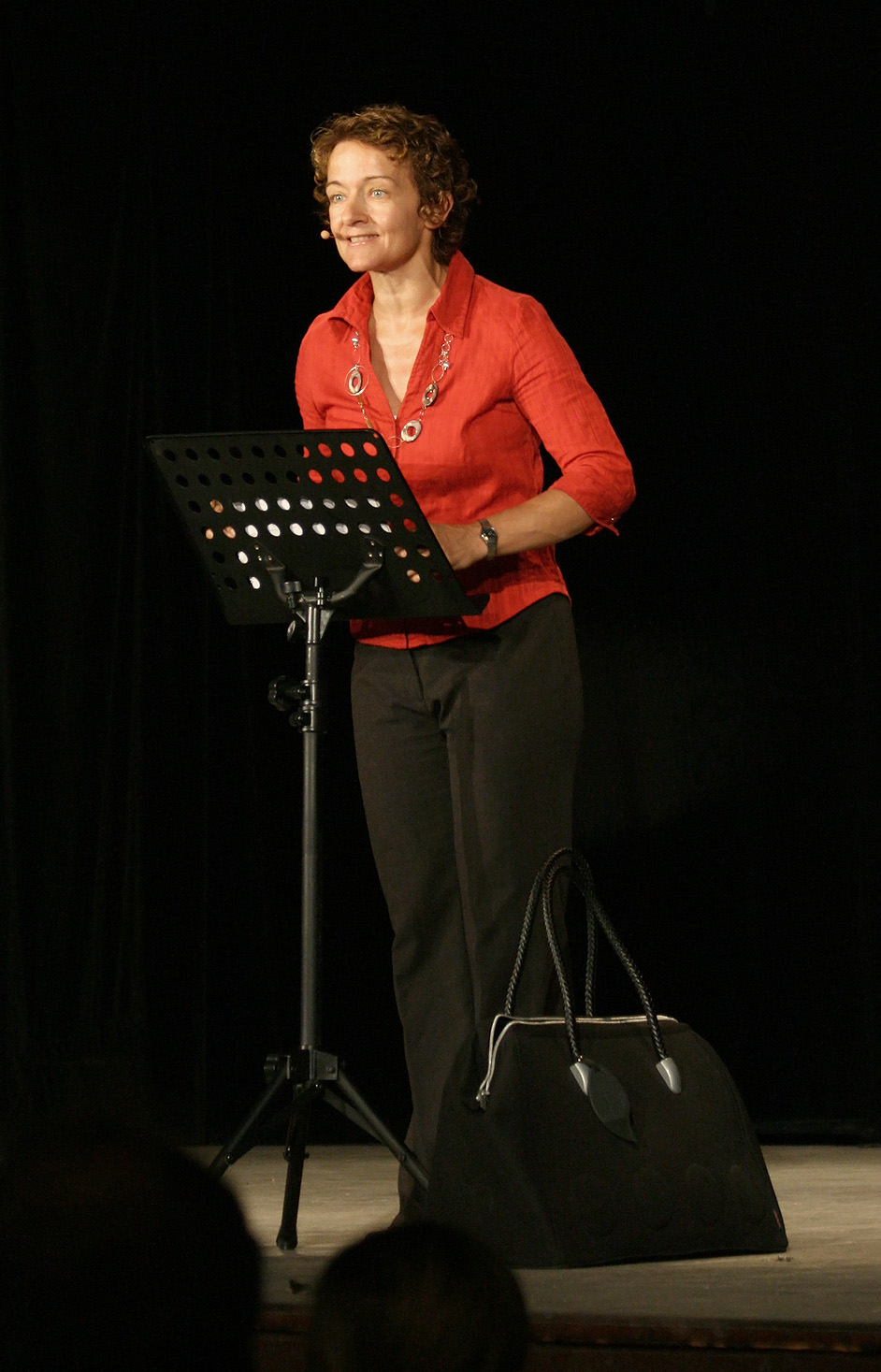
Susanne Pöchacker (2011)

- „Grete, die Rakete – Ich lebe täglich Ihre Sorgen!“
- „Sie werden dran glauben müssen!“

## Fernsehen
- 2005 – Die Frischlinge (Improvisationsshow des ORF)
- seit 2006 – Was gibt es Neues?
- 2009 – Comedy Club (ATV)
- 2013 und 2014 – Hyundai Kabarett-Tage

## Auszeichnungen
- 2007 – Grazer Kleinkunstvogel (Publikums- und Jurypreis)
- 2008 – 2. Platz Klagenfurter Kleinkunstwettbewerb Herkules
- 2010 – Publikumspreis Freistädter Frischling
- 2011 – Vorrundensiegerin der Hirschwanger Wuchtel im Waldviertler Hoftheater